# سامي أكسيد الكربون (فلم)
سامي أكسيد الكربون فيلم مصري من إنتاج عام 2011 وهو من بطولة هاني رمزي ودرة وإدوارد والطفلة جنا عمرو

## القصة
تدور أحداث الفيلم في سياقٍ من الكوميديا الخفيفة، حيث تجمع المصادفة بين (سامي) الشاب المستهتر لأقصى درجة له الكثير من العلاقات النسائية المتعددة حول العالم بحكم عملة طيار ويساعدة في ذلك صديقه مدحت المغرم بالتصوير وهو يتخذ سامي مثلة الأعلى في كل شيء ويمر سامي ببعض المواقف الكوميدية المثيرة التي تجعلة يصطدم بشخصية (جيهان) الفتاة المثقفة والناشطة السياسية التي لا يشغلها سوى هموم بلدها. يقع (سامي) في حب (جيهان) والتي يكتشف من خلالها مدى بعده عن الواقع الذي يعيشه الناس من حوله، تتغير شخصيته واهتماماته. تظهر في حياة (سامي) أيضا ابنته (ساندي) من زوجته السابقة، وتنتقل للعيش معه لتساهم بشكل كبير في التغيير من والدها ومن نظرته للحياة من حوله.
يناقش فيلم سامي أكسيد الكربون قضية من أهم القضايا التي تتعلق بالفساد في البلاد كما يسلط الضوء على مشكلة التلوث وتأثيرها من خلال تعرض قطعة الأرض الزراعية التي يملكها (سامي) للتلوث الناجم عن أحد المصانع القريبة منها، ومحاولة (سامي) لمساعدة الفلاحين على التخلص من وجود المصنع الذي يهدد حياتهم بمساعدة (جيهان) وصديقه (مدحت).
استمد مؤلف الفيلم: محمد النبوي، أحداثه من الواقع العربي وعبر عنه في قالب من الكوميديا المميزة التي برع فيها النجم (هاني رمزي)، والتي تتسم في مجملها بالطابع السياسي، بالإضافة إلى النزعة الدرامية التي استرعتها بعض المواقف والأحداث

## فريق العمل

### طاقم التمثيل
- هاني رمزي: (سامي)
- درة: (جيهان)
- إدوارد: (مدحت)
- الطفلة جنا عمرو: (ساندي)
- تتيانا: (السكريتيرة)
- يوسف فوزي: (رجل الأعمال)
- نرمين زعزع: (هايدي والدة ساندي)
- ضياء الميرغني: (مفتش الطائرة)
- أحمد حلاوة: (عم سامى)
- معوض إسماعيل: (نائل معيد)
- محمد علي رزق

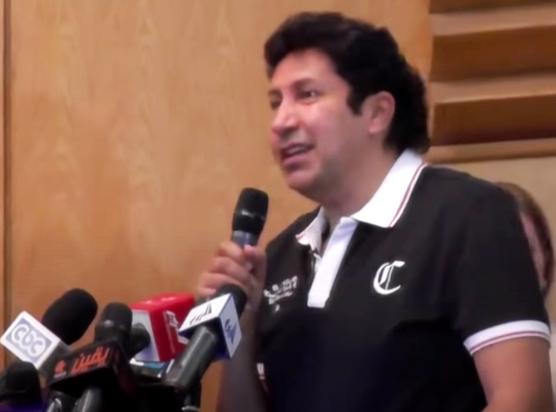
هاني رمزي (2014)

- بالإضافة إلى:محمد حسن - محمد صلاح - بيومي فؤاد - محمد حزين - محمد مبروك - محمد إبراهيم - محمد علي - محمد الحناوي - محمد العربي - سارة سامي - أسماء غازي - أحمد مهران - راندا القصاص - بكار عوضين - حماد محمد - رضا عنبر - سيد أدغال

### الإداريين
| - الإخراج: أكرم فريد - تأليف: سامح سر الختم - محمد نبوى - علاء حسن - موسيقى تصويرية / عمرو إسماعيل - مدير تصوير/ أحمد جبر | - مهندس ديكور/ كمال مجدى - ستاليست/ سعيد رمزى - مهندس صوت/ على السعيد - مساعد أول إخراج/ أمير شوقى | - منتج فنى/ مصطفى صابر - مدير الإنتاج: محمد أسامة - مدير إدارة الإنتاج/ أمل الحامولى—رشا الحامولى - منتج منفذ / بشرى | - مونتاج / مها رشدي - إنتاج/ نيو سينشرى برودكشن - توزيع/ دولار فيلم |

## روابط خارجية
- مقالات تستعمل روابط فنية بلا صلة مع ويكي بيانات